# Sándor család (ságfai)
A ságfai Sándor család az egyike a 17. században nemesített magyar családoknak.

## Története
Sándor György kapta a családban a nemesi címerlevelet II. Ferdinándtól 1622-ben. Unokái közül Gergely vitte tovább a család nevét. Gergely mindhárom fia harcolt a Rákóczi-szabadságharcban, István kapitányi, míg László és Ferenc ezredesi rangban. Lászlónak nem voltak utódai, Istvánnak pedig Festetics Krisztinától csak leánygyermekei érték meg a felnőttkort, így Ferenctől származtak tovább a Sándorok. Megemlítendő még a családból Ferenc fia, József, aki veszprémi táblabíró volt, és Ferenc dédunokája, Károly, aki az 1848–49-es forradalom és szabadságharc során a szőregi harctéren esett el.
Thaly Kálmán tévesen az azóta kihalt isákfalvai Sándor család előnevét sághfaiként határozta meg.